# Čulim (Ob)
Čulim (ruski: Чулым) je rijeka u Krasnojarskom kraju i u Tomskoj oblasti u Rusiji. Desna je pritoka rijeke Oba u koju se ulijeva kod Ust-Čulima.
Duga je 1.799 kilometara, a površina njenog porječja je 134.000 kilometara četvornih.
Na Čulimu se nalaze gradovi Nazarovo, Ačinsk i Asino.

## Vanjske poveznice
|  | Zajednički poslužitelj ima još gradiva o temi Čulim (Ob) |